# チュンちゃん
チュンちゃん（1984年2月23日 - ）は、日本のお笑い芸人。松竹芸能所属。

## 略歴
2003年7月に中学時代の同級生とコンビ「豚あわび」を組み松竹芸能養成所に入る。その後、元イアソンの西山佳樹とコンビ「中臣タイル」を組むも相方の家庭の事情により解散、以降はピン芸人「チュンちゃん」として活動する。先祖は大化の改新を起こした中臣鎌足。
趣味は、海外旅行・街歩き・サッカー・写真・動画作成・音楽・スキューバダイビング、特技は、英語・ショーパブのMC・海外旅行に行く時の準備全般・海外旅行のノウハウを教える。
2013年3月に行われた松竹芸能 若手ライブの企画で世界一周の旅に行くことになり、同年4月から2017年9月までの4年5か月15日間で50カ国を訪問、帰国してからは世界一周芸人として活動している。

## 世界一周の行程
| 地域               | 訪問国 |
| ------------------ | --- |
| アジア             | 出発（2013年4月9日）- タイ - ラオス - 中国 - バングラデシュ - インド - |
| ヨーロッパ         | スペイン - フランス - アイスランド - イギリス - ドイツ - 帰国（2013年10月11日） |
| 一時帰国           | |
| アジア・オセアニア | 再出発（2013年11月8日）- フィリピン（語学留学）- シンガポール - オーストラリア（約2年間のワーキングホリデー）- タイ（2回目）- マレーシア - オーストラリア（2回目、滞在中にハット・リバー公国）- 帰国（2015年11月13日）            |
| 一時帰国           | |
| 南米               | 再々出発（2015年12月20日）- アルゼンチン - チリ（イースター島）- ボリビア - アルゼンチン（2回目）- パラグアイ - ブラジル - ボリビア（2回目）- ペルー - エクアドル（ガラパゴス諸島）- コロンビア -                                 |
| 北米               | パナマ - コスタリカ - ニカラグア - ホンジュラス（通過のみ）- エルサルバドル（通過のみ）- グアテマラ - メキシコ - キューバ - メキシコ（2回目）- アメリカ（約半年滞在）- メキシコ（3回目）- グアテマラ（2回目）- アメリカ（2回目）- |
| ヨーロッパ         | アイスランド（2回目）- オランダ - ベルギー - ポルトガル - |
| アフリカ           | モロッコ - |
| ヨーロッパ         | イタリア（滞在中にバチカン市国）- クロアチア - ボスニア・ヘルツェゴビナ - セルビア - ハンガリー - ルーマニア - ウクライナ - ポーランド -                                                                                          |
| 中東               | イスラエル - パレスチナ - エジプト - |
| アジア             | タイ（3回目）- カンボジア - ベトナム - 韓国 - 帰国（2017年9月26日） |

## 出演

### テレビ
- ますだおかだ角パァ!（朝日放送）
- 欽ちゃん&香取慎吾の全日本仮装大賞（日本テレビ）
- 博士と助手〜安すぎて伝わらない素人芸選手権〜（2010年、フジテレビ）
- 痛快!明石家電視台〜松竹芸人50人大集合SP〜（2012年、MBSテレビ）
- ゲツ→キン（2018年、eo光テレビ）
- くりぃむZONE（2019年、テレビ朝日）世界一周芸人 [注 6]
- 超逆境クイズバトル!! 99人の壁（2019年、フジテレビ）得意ジャンル：ガラパゴスの生き物 [注 7]
- たむらけんじのぶっちゃ～けBar（2020年2月17日出演、eo光テレビ）

### ラジオ
- かみじょうたけしのなニシにキタん!（Rakuten.FM TOHOKU）
- 代走みつくにが芸人さんとお話しするのねーん（2017年、ラジオ大阪）
- ニューラジオスター2018「チュンちゃんのラジオでワールドツアー!!!!」（2018年、MBSラジオ）[注 8]
- 金原みわの珍人類白書（2018年、ラジオ関西）

### ネット配信
- おちゅーんLIVE!（2017年、YouTube、ニコニコ生放送）[2]